# إميل وايس
إميل وايس (بالألمانية: Emil Weiss)‏ هو رسام توضيحي نمساوي، ولد في 14 أغسطس 1896 في التشيك، وتوفي في 6 يناير 1965 في نيويورك في الولايات المتحدة.